# Ultima Cena (Allori)
L'Ultima Cena è un dipinto a olio su tela di 215x750 cm realizzato nel 1582 dal pittore italiano Alessandro Allori.

## Storia
L'opera venne commissionata ad Allori nel 1580 da don Calisto Solari, abate del monastero Vallombrosano di Astino.
Il soggetto, ovvero l'ultima cena, venne specificatamente richiesto dall'abate, dato che il luogo della collocazione finale del dipinto era il refettorio dove i monaci consumavano i loro pasti ascoltando i versi della sacra Bibbia. La scena rappresentata è uno degli episodi più famosi raccontati dai vangeli e maggiormente raffigurati nella storia dell'arte. In questo caso l'evento presente nella tela è duplice: Gesù ha da poco detto agli apostoli “Uno di voi mi tradirà” a cui segue l'immagine del dipinto dove Giovanni chiede “Chi è il traditore” e in risposta Gesù dice “È colui per il quale attingerò un boccone e glielo darò”.
L'Allori, all'epoca a Firenze, eseguirà due versioni identiche dello stesso cenacolo, entrambe datate 1582, una, la tela in questione, inviata l'anno successivo a Bergamo e la seconda, eseguita non su tela, ma in affresco, sulla parete sinistra del refettorio minore del monastero del Carmine a Firenze.
La versione inviata a Bergamo rimase nel refettorio fino al 1798, quando per volontà del neo governo napoleonico cisalpino venne decisa la soppressione del convento con conseguente confisca di tutti i beni. L'opera rimase comunque in Lombardia, venendo collocata nel salone del municipio di Bergamo che all'epoca era in Città Alta. 

Nell'Ottocento la tela venne spostata nel salone delle Capriate all'interno del palazzo della Ragione finendo però per essere dimenticata e andando in abbandono e degrado.

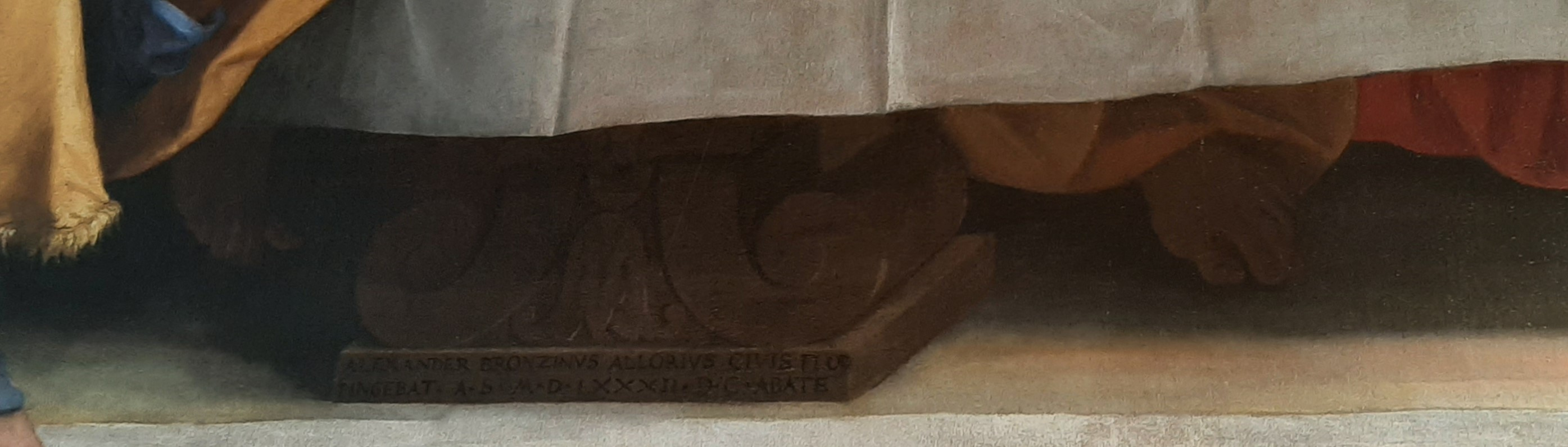
Firma dell'artista Alessandro Allori posta sulla gamba del tavolo

Tra il 2012 e il 2013 la tela viene sottoposta a un importante restauro grazie alla Fondazione Creberg del Credito Bergamasco. L'intervento ha permesso di riportare la tela al suo splendore originale, eliminando le ridipinture e gli strati anneriti in superficie che ne alteravano i colori originali, permettendo di ritrovare l'originale cromia e di poter studiare l'opera, dando modo di apprezzare aspetti figurativi e qualità pittoriche molto alte, testimoniate tra l'altro da un documento coevo al dipinto che descrive il modus operandi dell'artista.
Il dipinto nel 2021 è stato riportato nella sua collocazione originale, nel refettorio del monastero di Astino a opera della Fondazione MIA.

## Descrizione e stile

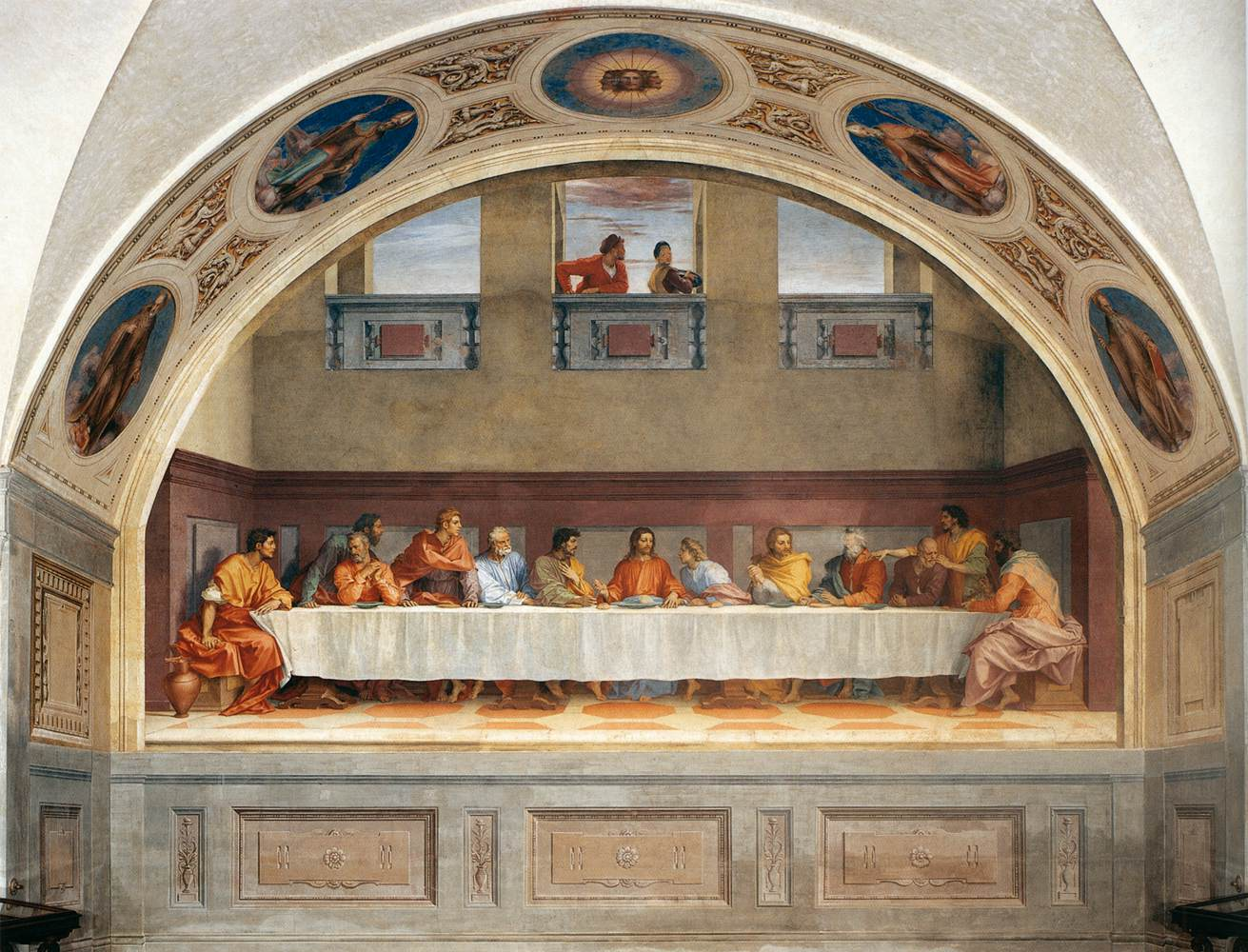
Andrea del Sarto Ultima cena affresco, 1525 - Convento di San Salvi, Firenze

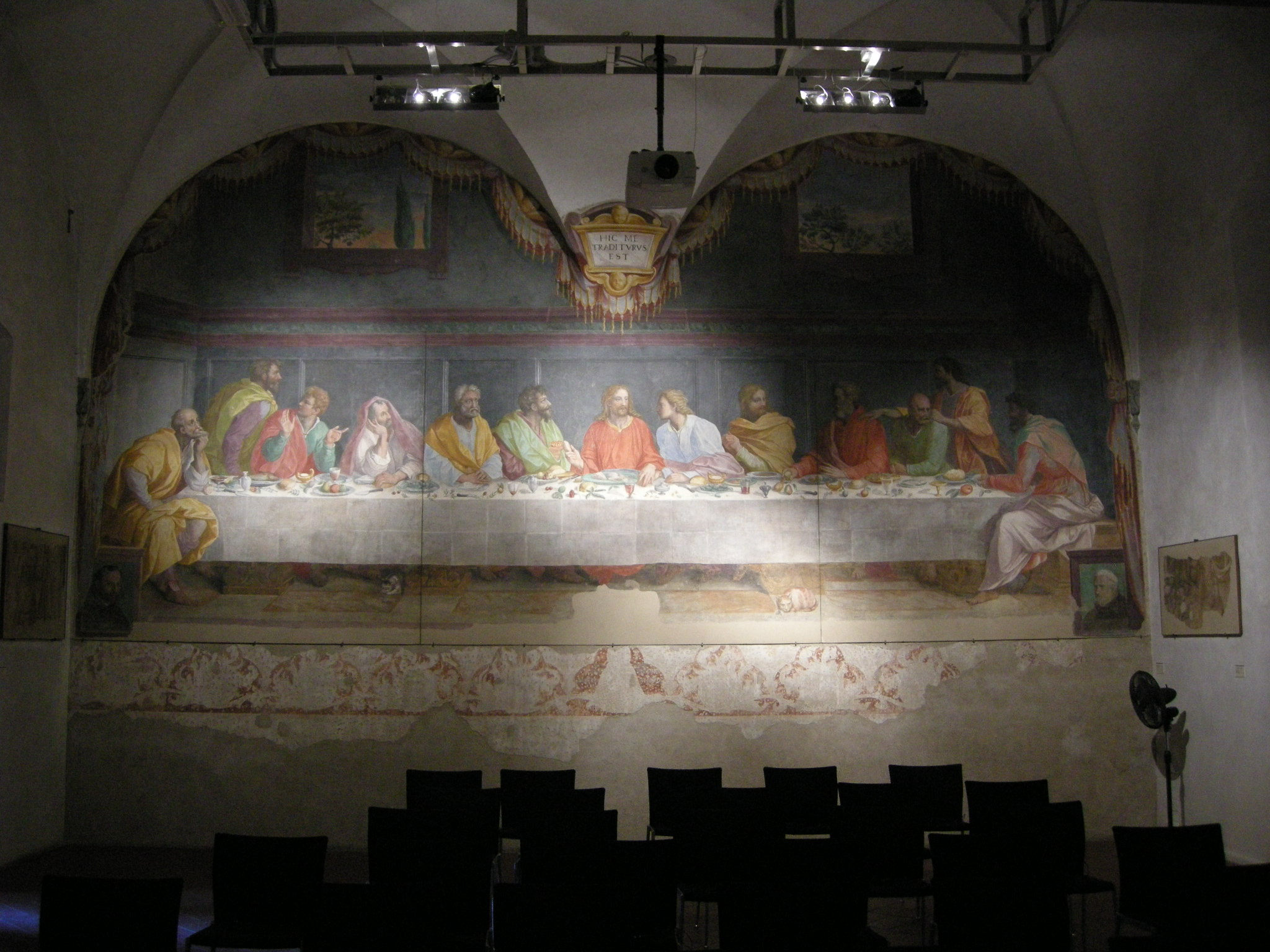
L'Ultima cena al Carmine di Firenze

La tela, di grandi dimensioni, è datata e firmata dall'artista sulla base a sinistra del grande tavolo ALEXANDER BRONZINUS ALLORIUS CIVIS FLOR PINGEBAT A.S. MDLXXXII D.C. ABATE.
La scena viene qui rappresentata con al centro della tavola Gesù, affiancato alla sua destra da Giuda e alla sua sinistra Giovanni e a seguire gli altri apostoli, concentrando l'attenzione dell'episodio raccontato soprattutto nella gestualità del terzetto centrale (Giuda – Gesù – Giovanni).
La composizione iconografica utilizzata dall'Allori nella tela per il monastero di Astino prende spunto da un'altra celebre opera dal medesimo soggetto, l'affresco dell'Ultima Cena di Andrea del Sarto, eseguito nel refettorio del convento di San Salvi a Firenze nel 1525 circa.
L'Allori si ispirerà all'affresco soprattutto per la scelta delle pose degli apostoli nel versante destro della tavolata, dove vengono seguite anche le stesse scelte cromatiche di Andrea del Sarto per le vesti, mentre per il lato sinistro dell'opera (anche se non nella sua totale impostazione) risulta diversa.

Per concentrare maggiormente l'attenzione sulle figure l'Allori decide di differenziare anche lo sfondo inserendo, come nel refettorio bergamasco, scranni lignei dalla scura tonalità, che ne fanno maggiormente emergere i colori brillanti delle vesti degli apostoli e l'evento rappresentato.

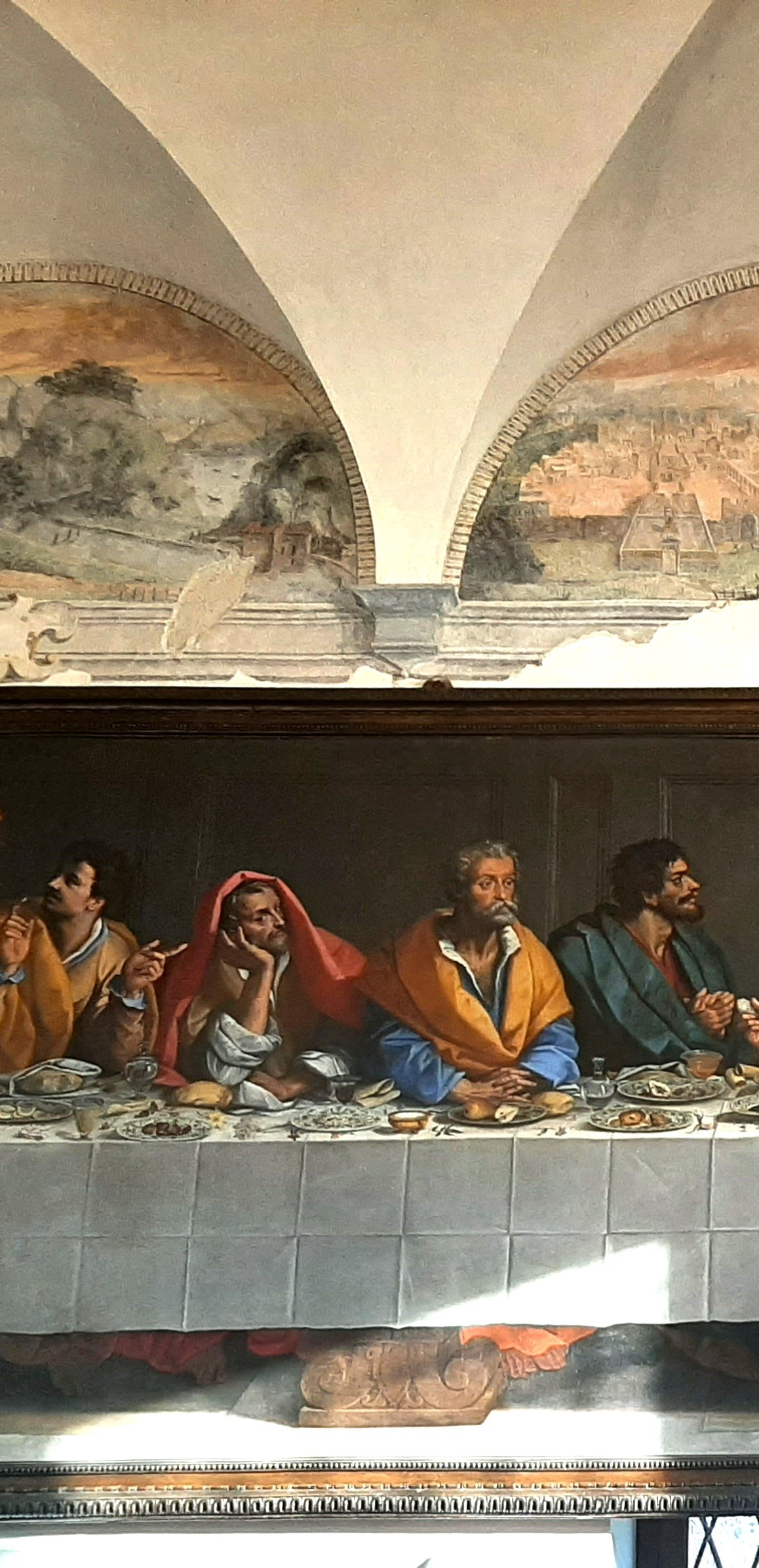
Particolare con il personaggio con il capo coperto di rosso ritenuto autoritratto dell'autore stesso

Se nell'ultima cena di Andrea del Sarto la tavola era abbastanza spoglia e semplice, l'Allori qui dipinge una tavola molto dettagliata e raffinata: la tovaglia, finemente descritta fin nelle sue pieghe,  è imbandita con maioliche finemente decorate con strumenti musicali (tipica produzione delle botteghe artigiane di Urbino contemporanee al pittore) così come da bicchieri di manifattura veneziana, ma soprattutto da una serie di alimenti ed elementi vegetali, studiati dagli erbari dipinti da Jacopo Ligozzi per i Medici, dal significato profondamente simbolico. Il dipinto conserva quello che si considera l'autoritratto dell'artista, nel personaggio posto sul lato sinistro che ha il capo avvolto in un manto rosso, ed è il solo che volge il suo sguardo all'osservatore.

### Simbologia
La tavola, isolata da contesto della scena, può definirsi un quadro nel quadro, una vera e propria natura morta dettagliata e perfettamente dipinta, ricca di elementi simbolici e allegorie che iconograficamente sono a richiamo della Passione di Gesù e del Sacrificio Eucaristico, dove assente è l'agnello e viene qui "imbandita" seguendo il rito pasquale ebraico.
- Vino – qui dipinto rosso e bianco (uva nera e bianca) diventa metafora della Morte e della Resurrezione. Ma è anche simbolo eucaristico durante la messa e dono di Dio che allieta il cuore dell'uomo
- Pane – rappresentato più volte e in diverse forme (cialde azzime arrotolate e pagnotta spezzata) rappresenta l'ostia, il Santissimo Sacramento nella messa eucaristica
- Oliva – simbolo della pace e alleanza tra Dio e gli uomini, è anche metafora dell'orazione nell'orto degli ulivi e della Passione di Gesù
- Mandorla – simbolo della natura divina di Gesù nascosta in un corpo umano (metafora quindi anche della sua incarnazione), essendo frutto racchiuso in un guscio rappresenta anche l'Eucaristia conservata all'interno del tabernacolo
- Violetta – fiore il quale colore è simbolo del sangue che Cristo versa nella sua passione
- Rosa centifolia – in relazione a Gesù (generalmente è simbolo mariano) è metafora del suo martirio e del suo sangue versato
- Pera – il suo sapore dolce viene abbinato a Gesù come bontà divina del figlio di Dio
- Mela cotogna – in relazione a Gesù diventa simbolo della sua mediazione per la resurrezione e redenzione
- Giglio – metafora della purezza immacolata dell'Eucaristia è anche metafora dell'abbandono mistico dell'essere umano alla Grazia di Dio
- Garofano – Simbolo di fedeltà è metafora sia dell'amore divino che di quello terreno in unione matrimoniale. Se raffigurato rosso viene associato al sangue versato da Gesù, mentre in altri casi la sua raffigurazione ricorda i chiodi della crocifissione
- Finocchio fiorito – è metafora alla morte e resurrezione dell'anima umana.
- Dattero – simbolo della dolcezza d'animo e della forza di Gesù è anche metafora dell'annuncio del martirio estremo a cui segue il trionfo sulla morte fisica.
- Castagna – data la caratteristica dell'albero di germogliare dopo la sua potatura, viene usato a metafora della Resurrezione
- Cardo – nel medioevo era considerato rimedio efficace contro i veleni, mentre negli scritti cristiani viene ricordato come farmaco d'immortalità, quindi donato da Cristo ai credenti, come antidoto contro la morte e quindi sinonimo dell'Eucaristia
- Cappero – all'interno dell'Antico Testamento Salomone, poiché l'arbusto sbuca a fatica tra le rocce il suo fiore dura un giorno, lo utilizza come simbolo della fugacità della difficoltà della vita[9].